# Saarstahl AG
Saarstahl AG is een staalfabrikant in de Duitse deelstaat Saarland met hoofdzetel in Völklingen. Het is een van de grootste werkgevers in Saarland. Saarstahl is in 1982 ontstaan na een fusie tussen Stahlwerke Röchling-Burbach en het Neunkircher Eisenwerk. Na omzetting van de ondernemingsvorm in 1989 hanteert het bedrijf de huidige naam Saarstahl AG.

## Activiteiten

### Onderdelen

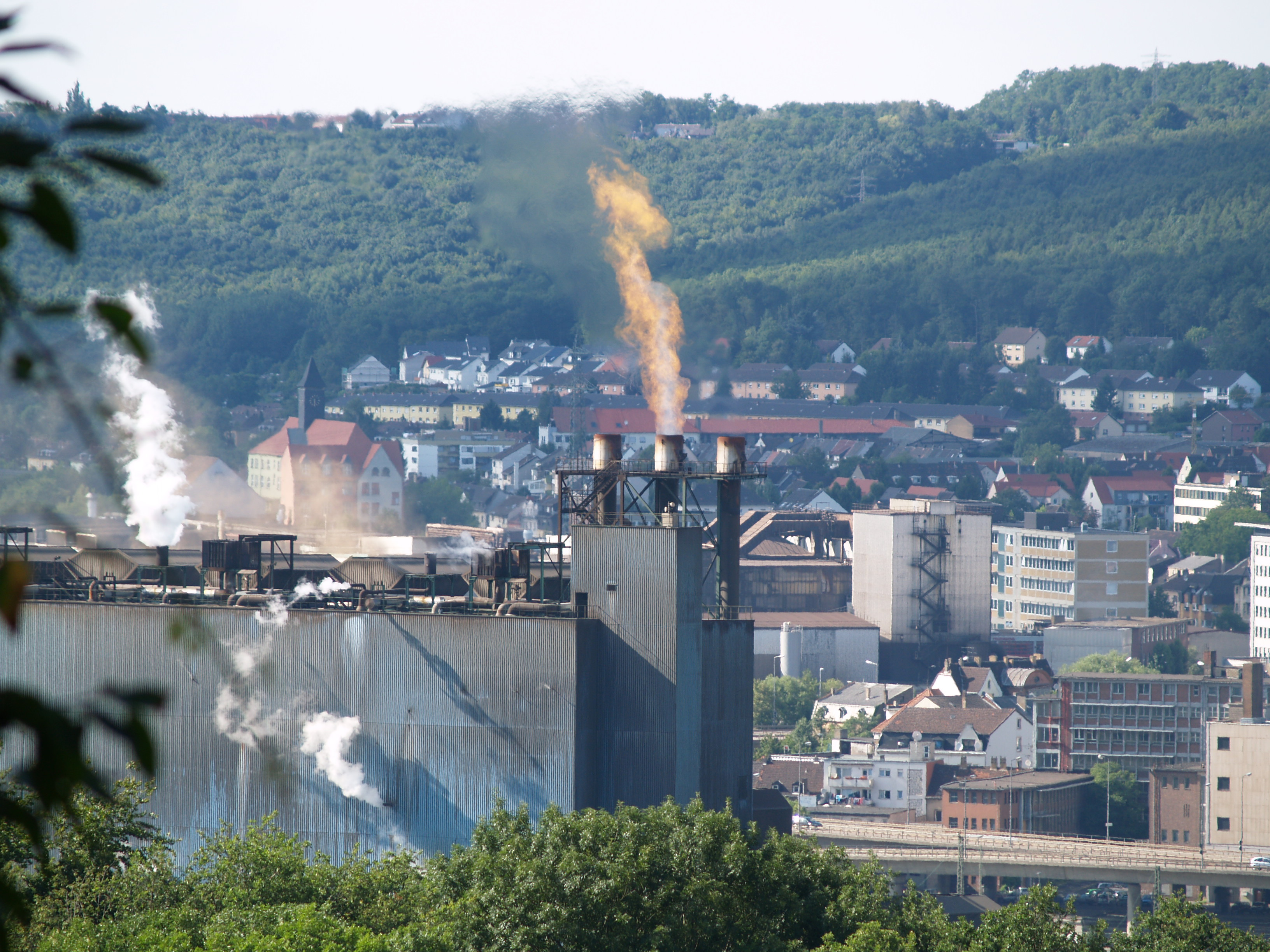
Völklingen, Blasstahlwerk

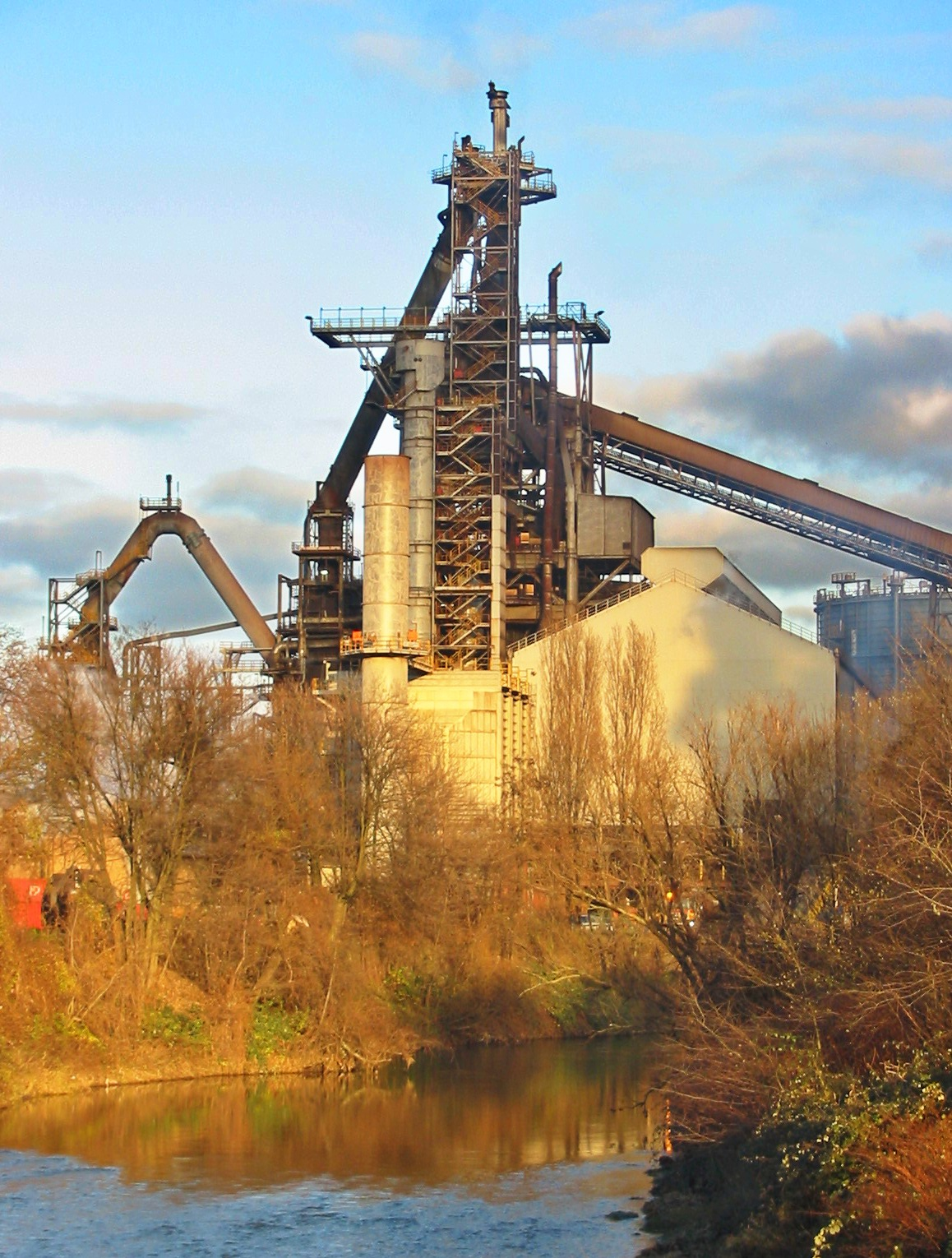
Rogesa Hochofen 5, Dillinger Hütte

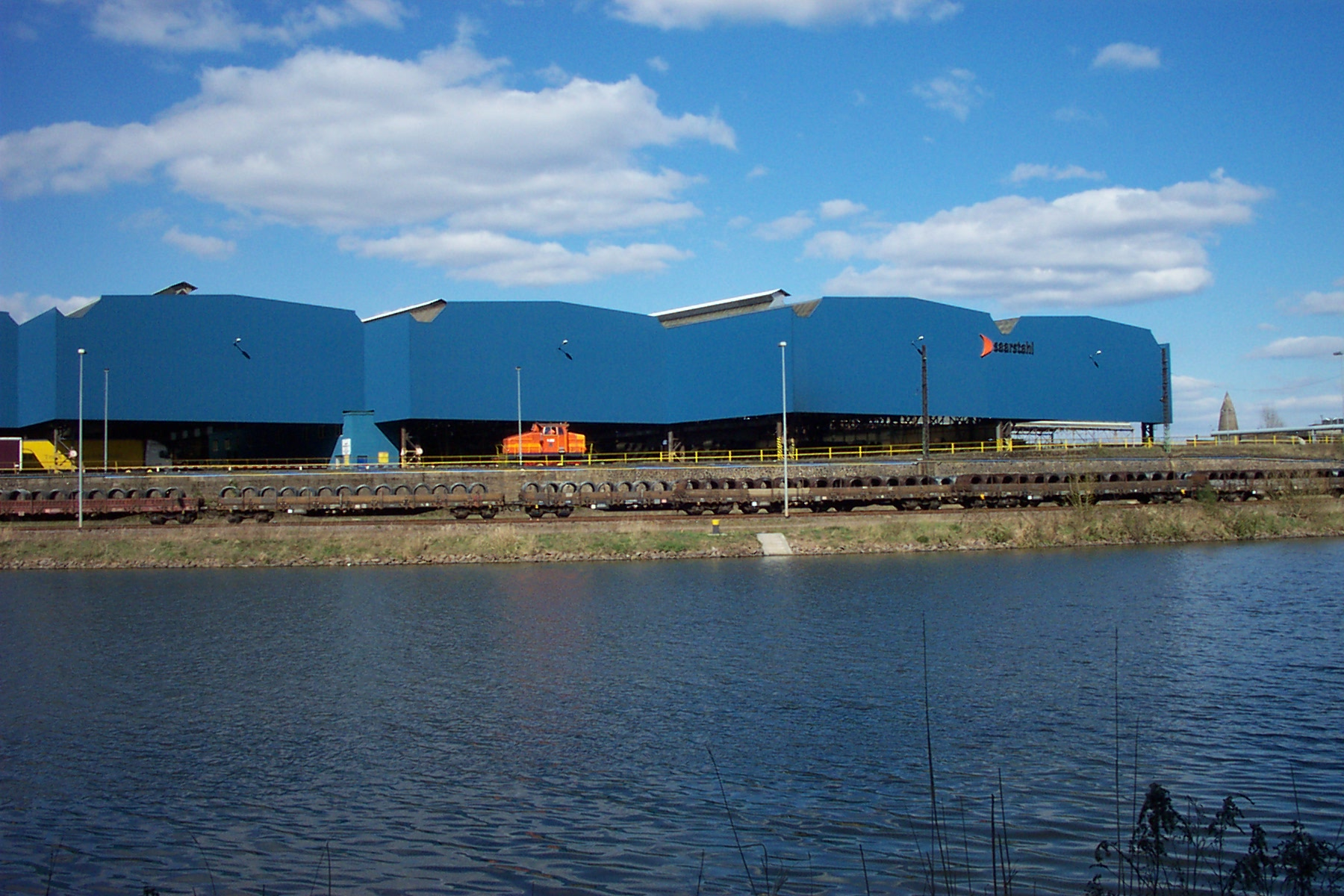
Burbach

Saarstahl AG is onderverdeeld in vier verschillende bedrijfsonderdelen:
- Productie: Deze divisie omvat ROGESA en de fabrieken van de koude lijn in Völklingen, Burbach en Neunkirchen:
  - Dillingen/Saar: Samen met Dillinger Hütte AG heeft Saarstahl de 50/50-joint-venture ROGESA. Deze richt zich op de warme lijn: het proces waarbij van ijzererts en koolstof vloeibaar staal wordt gemaakt.[1] Dit vloeibare staal dient voor beide ondernemingen als basis voor al hun activiteiten. Het bedrijf is na de staalcrisis in 1982 ontstaan als kostenbesparing. ROGESA heeft een cokesfabriek en drie werkende hoogovens: Hochofen 3 uit 1965 (2000 ton per dag), Hochofen 4 uit 1974 (6100 ton per dag) en Hochofen 5 uit 1985 (7000 ton per dag) welke in 2011 een totale jaarproductie hadden van 4,176 miljoen ton vloeibaar staal en een omzet van 1,3 miljard euro genereerden. Ook is ROGESA volle eigenaar van een cokesfabriek in het Franse Carling en een kalkmijn nabij de Frans-Duitse grensplaats Auersmacher die voor de kalk bij het warmelijnproces zorgt.
  - Völklingen: In Völklingen wordt de Linz-Donawitz Verfahren-techniek toegepast in een van de fabrieken. Met deze techniek, een uitvinding van de Nazi's in hun hoogovencomplex Linz, kan koolstofvrij LD-staal worden geproduceerd (<0.2% koolstof). Deze toepassing wordt gebruikt voor rekbare vormen van staal zoals walsdraad. Ook bevindt zich in Völklingen een met de computer gestuurde smederij, welke vooral bedoeld is voor de vervaardiging van turbines en generatoronderdelen.
  - Burbach: De vestiging in Burbach richt zich momenteel nog louter op het verwerken van ruw staal tot draadstaalproducten. In 2013 werd in Burbach 945.886 ton staal omgezet in producten, een afname van 3,7 procent ten opzichte van 2012.
  - Neunkirchen: In Neunkirchen bevindt zich een productielijn voor fijn staal, welke in 2012 haar 40e verjaardag vierde. De in 1972 door het toenmalige Brüder Stumm geopende productielijn vervaardigt vooral draad- en staafproducten die veelal dienen in de auto-industrie. Op deze locatie wordt ongeveer 825.000 ton staal verwerkt.
- Verwerking: Deze divisie verwerkt staal tot eindproducten. De divisie heeft ook activiteiten buiten Saarland in onder meer in Frankrijk en rond Keulen.
- Verkoop: De verkoopafdeling is gericht op de verkoop van producten van Saarstahl. Deze onderneming is wereldwijd actief met afdelingen in onder meer de Verenigde Staten en India.
- Overige activiteiten: Naast de productie en verwerking van staal bezit Saarstahl een eigen spoorwegonderneming: Saarrail GmbH, welke verantwoordelijk is voor het transport van vloeibaar staal tussen ROGESA in Dillingen en de fabriek in Völklingen. Dit transport vindt plaats in zogenoemde torpedo-wagens. Ook bezit Saarstahl sociale woningen in Neunkirchen. Die waren oorspronkelijk van Brüder Stumm om arbeiders die in de fabrieken werkten te huisvesten.

### Nederland
Voor de aanvoer van grondstoffen zijn de haven van Rotterdam en de haven van Amsterdam van groot belang voor ROGESA. Het transport van Braziliaans ijzererts via het Europees Massagoed Overslagbedrijf (EMO) op de Maasvlakte Oost vormt met ruim 6 miljoen ton per jaar bijna een zesde van het gehele tonnage per spoor in Nederland. Daarnaast krijgt het complex in Dillingen/Saar meerdere treinen met steenkool per dag die beladen zijn bij het Overslagbedrijf Amsterdam (OBA) of de EMO. In Nederland heeft Saarstahl diverse klanten. Een belangrijke hiervan is Nedri BV in Blerick.

### Afzet
In 2018 verwerkte Saarstahl 2,8 miljoen ton ruw staal. 57 procent van het geproduceerde staal werd verbruikt door industrie in Duitsland, 32 procent in de andere lidstaten van de Europese Unie en 11 procent buiten de EU.
65 procent van het geproduceerde staal wordt gebruikt in de auto-industrie zoals het nabijgelegen Ford Saarlouis. 20 procent wordt gebruikt bij de bouw van machines. Hiervan is veel afkomstig uit de smederij in Völklingen. 10 procent wordt gebruikt in de bouw, zoals vlechtmatten voor betonconstructies. De overige 5 procent zit vooral in de verwerking van producten voor de consumentenindustrie zoals schroeven en bouten.
In 2018 telde het bedrijf 6384 werknemers, exclusief 287 stagiairs. In 2010 werkten er nog 7176 werknemers bij het bedrijf.

## Aandeelhouders
Saarstahl AG heeft twee aandeelhouders die samen 100% van de aandelen van de Aktiengesellschaft (AG) in handen hebben:
- SHS – Stahl-Holding-Saar (74,9%)
- AG der Dillinger Hüttenwerke (25,1%)

## Geschiedenis
De staalindustrie in Saarland is een van de oudste ter wereld. Saarstahl komt voort uit drie verschillende hoogovencomplexen:

### Gebrüder Stumm
De oudste wortels van Saarstahl dateren uit Neunkirchen. Het oudste bewijsmateriaal gaat terug tot 1593. Na de dood van de bestuurder van het gebied, Graaf Albrecht van Nassau-Weilburg, bleek hij een deel van zijn arbeiders nooit betaald te hebben waarna zij geregistreerde claims indienden. De oudste officiële documenten over de fabriek zijn pachtcertificaten uit 1603. Nadat het Saarland door Frankrijk was geannexeerd, verkocht dit land de tot dan toe in staatsbezit zijnde fabriek aan de broers Friedrich-Philipp (1751-1835), Christian Philipp (1760-1826) en Johann-Ferdinand Stumm (1764-1839). Aanvankelijk had Gebrüder Stumm fabrieken in Fischbach-Camphausen, Hallberg en Neunkirchen, maar na 1860 sloot men de fabrieken in Fischbach en Hallberg en ging zich louter richten op de activiteiten in Neunkirchen. Onder leiding van Carl-Ferdinand von Stumm-Halberg groeide het bedrijf zelfs uit tot een van Europa's marktleiders op het gebied van staal met een productie van ruim 100.000 ton per jaar. In 1891 verlegde het bedrijf de productie ook naar het buitenland en opende een nieuwe hoogoven in het Franse Uckange met een jaarproductie van 157.000 ton. Dit bedrijf moest echter in 1919, na het Duitse verlies in de Eerste Wereldoorlog, verplicht worden afgestaan aan het Franse FNAL. Nadat het bedrijf na de Tweede Wereldoorlog snel was gegroeid tot ruim 14 duizend medewerkers, brak vanaf het begin van de jaren zeventig door de wereldwijde oliecrisis een roerige tijd aan met een faillissement in 1974 als absoluut dieptepunt. In de nasleep hiervan fuseerde het verlieslatende bedrijf in 1982 met Stahlwerke Röchling-Burbach tot Arbed Saarstahl.

### Saarbrücker Eisenhüttengesellschaft
In 1856 werd in Burbach (Saarbrücken) een hoogoven geopend door de Belgische industriëlen Viktor Tesch (1812-1892) en Nikolas Berger (1800-1883), de Société en participation des Forges de Sarrebruck (Saarbrücker Eisenhüttengesellschaft). Deze locatie was uitgezocht vanwege de aanwezigheid van ijzererts in Luxemburg en waterkracht van de Saar. Luxemburg weigerde ook concessies te verlenen nabij de ertsmijnen zelf. In 1871 werd het bedrijf samengevoegd met de Luxemburgse hoogovens in Esch-sur-Alzette. In 1911 ging het bedrijf op in Arbed, een samenvoeging van hoogovens in het Franse Lotharingen, het Duitse Saarland en Luxemburg. Na de beide Wereldoorlogen wist het bedrijf zijn activiteiten succesvol op te pakken en kon het verder blijven groeien tot de olie- en staalcrisis midden jaren zeventig, waarna het fuseerde met de Völkinger Hütte tot Stahlwerke Röchling-Burbach.

### Röchling'sche Eisen- und Stahlwerke
In 1873 richtte de Keulse ingenieur Julius Buch een staalbedrijf op in Völklingen. Al na acht jaar moest hij het bedrijf gedwongen verkopen omdat de ijzererts te duur werd. In 1881 werd de onderneming overgenomen door Karel Röchling en na de ingebruikname van een eerste hoogoven in 1883 groeide het bedrijf snel uit tot de grootste staalproducent binnen het Duitse Keizerrijk. In 1896 voerde het bedrijf de naam in waaronder het groot en bekend is geworden: Röchling'sche Eisen- und Stahlwerke. Net als veel andere ondernemingen kwam het bedrijf na de Eerste Wereldoorlog onder bestuur van de Volkenbond te staan. Tijdens de Tweede Wereldoorlog werden alle vijf hoogovens al in het eerste jaar kapotgebombardeerd. Het herstel van het complex volgde spoedig, waarna het bedrijf een belangrijke rol ging spelen in het produceren van wapens en andere benodigdheden tot het einde van de oorlog. Hierop kwam de hoogoven net als heel Saarland onder Frans beheer. In 1952 werd het productieniveau van voor de oorlog weer gehaald. Voorlopige groei werd echter in de weg gestaan door een conflict tussen Duitsland en Frankrijk met als inzet de hoogovens van Völklingen. Nadat er een oplossing gevonden was kon in 1959 een plan worden gepresenteerd om de hoogovens tussen 1961 en 1968 grootschalig te renoveren.

### Stahlwerke Röchling-Burbach
Na een fusie in 1971 tussen de Duitse activiteiten van Arbed in Burbach met de Völkinger Hütte ontstond er een nieuw groot bedrijf: Stahlwerke Röchling-Burbach. Aanvankelijk ging het goed met het bedrijf en droeg het er mede aan bij dat Duitsland in 1974 meer staal dan ooit tevoren produceerde. Na het begin van de staalcrisis ging het echter al snel bergafwaarts met het bedrijf, wat in 1982 leidde tot een fusie met de verlieslatende hoogovens van Neunkirchen.

### Saarstahl Arbed en Saarstahl
Na een samenvoeging van de drie bovenstaande bedrijven ontstond er een grote staalfabrikant met drie hoogovencomplexen, zeven staalverwerkingsfabrieken en 21 walsstraten. Omdat ook het fusiebedrijf verlies leed besloten de Duitse staat en de Luxemburgse eigenaar Arbed tot een grootschalige reorganisatie in 1985. Als gevolg hiervan kwamen in 1987 onder andere de verouderde hoogovens en de cokesfabriek in Völklingen stil te liggen. In 1989 werd de bedrijfsnaam veranderd in Saarstahl en werd het volledig eigendom van SHS – Stahl-Holding-Saar met als aandeelhouders Usinor-Sacilor, de deelstaat Saarland en Arbed.

## Trivia
- Een deel van de niet meer in gebruik zijnde hoogovens van voormalige takken van Saarstahl staan op de UNESCO-werelderfgoedlijst.
- In de Völklinger Hütte is ongeveer 85 procent van de door het Duitse leger in de Eerste Wereldoorlog gebruikte ijzeren helmen gefabriceerd.